# Szélescsőrű cethojsza
A szélescsőrű cethojsza (Pachyptila vittata) a madarak (Aves) osztályának a viharmadár-alakúak (Procellariiformes) rendjébe, ezen belül a viharmadárfélék (Procellariidae) családjába tartozó faj.

## Előfordulása
Argentína, a Falkland-szigetek, Peru, Ausztrália, Új-Zéland, a Dél-afrikai Köztársaság, Mozambik, a Szent Ilona sziget, Déli-Georgia és Déli-Sandwich-szigetek területén honos. Kóborlásai során feltűnik az Antarktiszon és Madagaszkár szigetén is.

## Megjelenése
Testhossza 25–30 centiméter, szárnyfesztávolsága 57–66 centiméter, testtömege pedig 160–235 gramm. Mint neve is mutatja, széles a csőre.